# Ateliers de construction de la Biesme
Pour les articles homonymes, voir Germain.

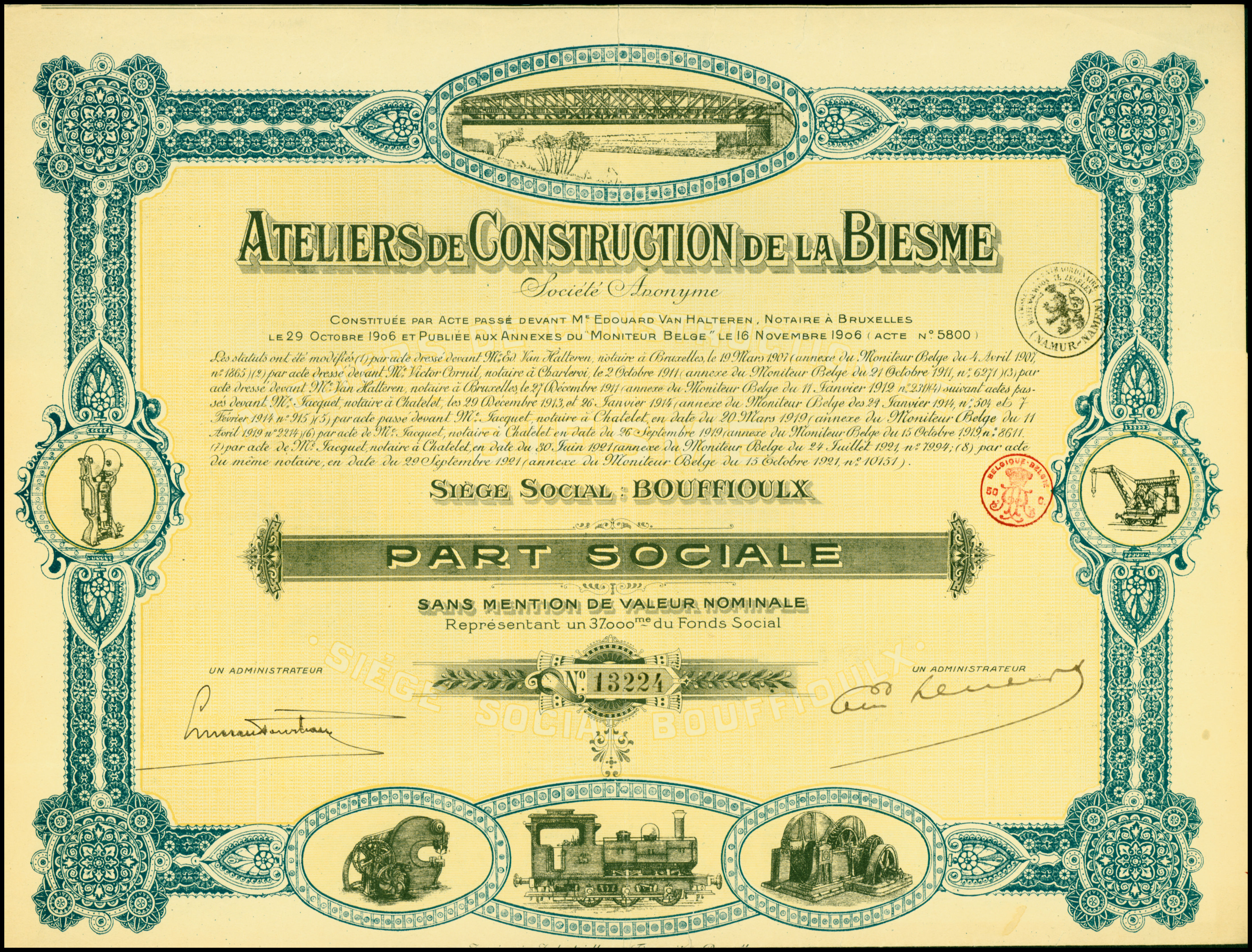
Part Sociale des Ateliers de Construction de la Biesme en date du 15 octobre 1921.

Les (Aciéries, Forges et) Ateliers de construction de la Biesme étaient une entreprise sidérurgique située à Bouffioulx, près de Charleroi en Belgique.
L'entreprise a respectivement porté différents noms :
- "Ateliers de Construction de Bouffioulx" (1880 - 1883)
- "S.A. des Ateliers de Construction de la Biesme, Bouffioulx" (1883-1890)
- "Aciéries, Forges et Ateliers de la Biesme, Bouffioulx" (1890 - 1896)
- "Acieries, Forges et Ateliers de la Biesme" (1896 - 1906)
- "S.A. Ateliers de construction de la Biesme" (1906 - 1936)
- "S.A. Mécanique et Chaudronnerie de Bouffioulx" (1936 - ...).

Le site est ensuite utilisé par diverses autres sociétés. Les bâtiments des ateliers et l'aciérie sont démolis en 1975. 
Depuis le début des années 2000, le site est considéré comme devant être réhabilité par la SPAQuE.
L'entreprise a notamment fourni - comme de nombreux constructeurs belges - des locomotives à vapeur à la Société nationale des chemins de fer belges (essentiellement des types 9, 15, 18, 32 et 51), ainsi que quelques séries pour l'exportation. Cette activité n'a toutefois pas redémarré après la Première Guerre mondiale.